# 刘德欣
刘德欣（1941年—），男，河北定县人，中国跳伞运动员，运动健将，曾获得体育运动荣誉奖章。